# Fukagawa Daiki
Daiki Fukagawa (sinh ngày 29 tháng 8 năm 1980) là một cầu thủ bóng đá người Nhật Bản.

## Sự nghiệp câu lạc bộ
Daiki Fukagawa đã từng chơi cho Avispa Fukuoka.